# Magda Mendes
Magda Mendes (Lissabon, 1976) is een Portugees zangeres. Naast haar solocarrière is ze zangeres van de groep LuzazuL. In 2018 won ze de Gouden Notekraker.

## Biografie
Magda Mendes groeide op in Lissabon, in een gezin waar muziek een belangrijke rol speelde. Magda en twee van haar zussen gingen naar het conservatorium. Magda Mendes zag dat het voor haar zussen niet makkelijk was om van hun muziek te leven, en koos daarom voor een studie mariene biologie in Lissabon. Ze studeerde af in deze richting en werkte daarna als marinebioloog. 
Mendes merkte dat muziek toch meer bij haar paste. In 2002 kwam ze naar Rotterdam om LatinJazz te studeren aan Codarts en daarna bleef ze in Nederland.

## LuzazuL
Mendes is zangeres van LuzazuL. De muziek van deze groep is een mix van Portugese fado, Spaanse flamenco, Kaapverdische muziek en Braziliaanse muziek.
In 2006 debuteerde LuzazuL met hun gelijknamige debuutalbum. Dit album werd positief besproken in OOR en NRC. NRC schreef in deze recensie over Magda Mendes: "Ze heeft een heldere stem met een vleugje vibrato, een goede intonatie en een prima timing." Datzelfde jaar stond LuzazuL in het voorprogramma van Cesária Évora.
In 2013 bracht LuzazuL hun tweede album Canvas uit. Dit album werd positief besproken in Trouw, Jazzism en Heaven. Trouw schreef over het album: "Canvas betovert van begin tot eind wegens de ideeënrijkdom en de oorstrelende zang van de Portugees-Nederlandse Magda Mendes."
LuzazuL gaf optredens op onder andere het Amsterdam Roots Festival, het Dunya festival en in RASA. In 2013 traden ze op in Vrije Geluiden.

## Solocarrière
Sinds 2010 brengt Magda Mendes solo-albums uit. Ze werkt hiervoor veel samen met gitarist, producent, arrangeur en componist Ward Veenstra.
In 2010 reisde Mendes met muzikanten en een filmploeg naar Bairrada, het geboortedorp van haar moeder in Portugal. Ze luisterden er naar oude verhalen en liederen van de dorpsbewoners en namen het album Casa da Bôxa op in een oud verlaten schoolgebouw in het dorp.
In 2017 namen Mendes en Veenstra het album Silêncio uit, een fado-album met zowel traditionele fado’s als eigen composities.
In 2018 trokken Mendes en Veenstra naar het geboortedorp van Mendes' vader om het album Oliveiras op te nemen. Ze schreven liedjes geïnspireerd door het Portugese platteland, en door "de olijfbomen die dezelfde wortels lijken te hebben als Mendes' vader, António Oliveira".
Het album Oliveiras leverde Mendes veel waardering op. In 2018 ontving ze de Gouden Notekraker, de prijs van uitvoerend kunstenaars voor uitvoerend kunstenaars. Het Britse muziektijdschrift Songlines schreef over Oliveiras: “Het bevat genoeg adembenemend mooie momenten [....] om Magda Mendes in de gaten te blijven houden".
Mendes gaf optredens in onder andere TivoliVredenburg, Batavierhuis (tijdens North Sea Round Town, het fringefestival van North Sea Jazz) en LantarenVenster. In 2019 trad ze op in Vrije Geluiden.

## Discografie
| Artiest                      | Titel         | Jaar |
| ---------------------------- | ------------- | ---- |
| Magda Mendes                 | Oliveiras     | 2017 |
| Magda Mendes & Ward Veenstra | Fado Siléncio | 2015 |
| Camiel & Magda Mendes        | Finisterra    | 2013 |
| Luzazul                      | Canvas        | 2013 |
| Magda Mendes                 | Casa da Bóxa  | 2011 |
| Luzazul                      | Luzazul       | 2006 |